# اروین هافر
اروین هافر (کرواتی: Erwin Hoffer؛ زادهٔ ۱۴ آوریل ۱۹۸۷) بازیکن فوتبال اهل اتریش است.
از باشگاه‌هایی که در آن بازی کرده‌است می‌توان به باشگاه فوتبال ناپولی، باشگاه فوتبال کارلسروهه، باشگاه فوتبال آدمیرا واکر مودلینگ، باشگاه فوتبال آینتراخت فرانکفورت، باشگاه فوتبال کایزرسلاوترن، باشگاه فوتبال راپید وین، و باشگاه فوتبال فورتونا دوسلدورف اشاره کرد.
وی همچنین در تیم‌های ملی فوتبال زیر ۲۱ سال اتریش، و اتریش بازی کرده‌است.